# Phacelia splendens
Phacelia splendens är en strävbladig växtart som beskrevs av Eastwood. Phacelia splendens ingår i Faceliasläktet som ingår i familjen strävbladiga växter. Inga underarter finns listade i Catalogue of Life.